# Mad Fate
Mad Fate (xinès: 命案) és una pel·lícula de misteri de Hong Kong del 2023 dirigida per Soi Cheang, produïda per Milkyway Image, i protagonitzada per Gordon Lam, Lokman Yeung, Berg Ng, Ng Wing-sze i Peter Chan. A més de ser el director de la pel·lícula, Cheang també va exercir de productor executiu d'una pel·lícula. La pel·lícula segueix un endeví que es creua amb un jove amb moltes ganes de cometre un assassinat i intenta canviar el destí d'aquest últim.
Mad Fate es va estrenar mundialment al 73è Festival Internacional de Cinema de Berlín el 19 de febrer de 2023 com a Berlinale Special. La pel·lícula també va obrir el 47è Festival Internacional de Cinema de Hong Kong el 30 de març de 2023 abans de la seva estrena en cinemes a Hong Kong el 20 d'abril de 2023.

## Repartiment
- Gordon Lam com el Mestre (大師), un endeví amb experiència per ajudar els seus clients a enganyar el destí.
- Lokman Yeung com a Siu-tung (少東), el fill dels propietaris de cha chaan teng i té un fort desig de cometre un assassinat.
- Berg Ng com a inspector de policia veterà a la pista de Siu-tung.
- Ng Wing-sze com la prostituta (妓女), una prostituta que demana ajuda al Mestre per evitar el seu destí de morir en un cop de desgràcia imminent.
- Peter Chan
- Ko Tin Lung com el pare de Siu-tung.
- Wong Ching-yan com a prostituta.
- Pancy Chan com a dona policia.

## Alliberament
Mad Fate es va estrenar mundialment al 73è Festival Internacional de Cinema de Berlín el 19 de febrer de 2023 com a especial de la Berlinale. També va fer la seva estrena asiàtica com una de les dues pel·lícules d'obertura al 47è Festival Internacional de Cinema de Hong Kong el 30 de març de 2023, on el director Cheang també va ser escollit com a cineasta In Focus. La pel·lícula es va estrenar posteriorment a Hong Kong el 20 d'abril de 2023.
La pel·lícula es va presentar per a la seva estrena a Amèrica del Nord al 22è Festival de Cinema Asiàtic de Nova York a la secció "Hong Kong Panorama" el 22 de juliol de 2023.

## Recepció

### Taquilla
Mad Fate va encapçalar la taquilla durant el seu dia d'estrena a Hong Kong amb 450.000 dòlars de Hong Kong bruts, superant a The Super Mario Bros. Movie, que va recaptar 370.000 dòlars aquest dia. La pel·lícula va acabar al número 3 al final del seu cap de setmana d'estrena, amb una recaptació de 2.962.028 dòlars HK (377,438 dòlars EUA) durant els seus primers quatre dies d'estrena. La pel·lícula es va mantenir al número 3 durant el seu segon cap de setmana amb un import brut de HK$ 3.494.876 (US$ 445.229) mentre que llavors acumulava un total brut de HK$ 6.456.904 (US$ 822.577). Durant el seu tercer cap de setmana, la pel·lícula va recaptar 2.306 dòlars de Hong Kong fins a 3.306 $, 2938. 4, mentre acumulava un total brut de 8.763.792 HK$ (1.116.719 USD) en aquell moment. La pel·lícula es va mantenir al número 4 en el seu quart cap de setmana amb una recaptació de 1.233.621 dòlars HK (157.329 dòlars EUA) i fins aleshores havia recaptat un total de 10.000.114 dòlars de Hong Kong (1.275.362 dòlars EUA). En el seu cinquè cap de setmana, la pel·lícula va baixar al número 5 amb un import brut de 735.519 HK$ (94.098 USD), tot i que havia acumulat un total brut de 10.735.733 HK$ (1.373.470 USD) en aquell moment La pel·lícula va baixar al número 7 en el seu sisè cap de setmana H9K amb 48$ bruts de 9K$ (62.035 dòlars EUA) tot i que havia recaptat un total de 11.221.703 dòlars de Hong Kong (1.432.490 dòlars EUA) fins aleshores. Durant el seu setè cap de setmana, la pel·lícula va ocupar el número 9 amb un import brut de HK$ 212.081 (US$ 27.059), mentre que fins ara acumulava un total brut d'HK$ 11.433.784 (US$ 1.458.837).

### Resposta crítica
Al lloc web de l'agregador de ressenyes Rotten Tomatoes, el 89% de les crítiques de 9 són positives, amb una valoració mitjana de 7,5/10.
Lee Marshall de Screen Daily elogia la fotografia de Cheng Siu-keung i l'actuació de Lokman Yeung, alhora que assenyala els canvis de to de la pel·lícula. Edmund Lee del South China Morning Post va donar a la pel·lícula una puntuació de 3,5/5 estrelles i elogia la seva inspirada premissa i l'ús intel·ligent de les coincidències dels guionistes Yau Nai-hoi i Melvin Li..

## Premis i nominacions
| Premi                         | Data de cerimònia | Categoria                                | Receptor(s)                   | Resultat  | Ref.          |
| ----------------------------- | ----------------- | ---------------------------------------- | ----------------------------- | --------- | ------------- |
| Premis de cinema de Hong Kong | April 14, 2024    | Millor pel·lícula                        | Mad Fate                      | Nominat   | [ 18 ] [ 19 ] |
| Premis de cinema de Hong Kong | April 14, 2024    | Millor director                          | Soi Cheang                    | Guanyador | [ 18 ] [ 19 ] |
| Premis de cinema de Hong Kong | April 14, 2024    | Millor guió                              | Yau Nai-hoi, Melvin Li        | Guanyador | [ 18 ] [ 19 ] |
| Premis de cinema de Hong Kong | April 14, 2024    | Millor fotografia                        | Cheng Siu-keung, To Hung-mo   | Nominat   | [ 18 ] [ 19 ] |
| Premis de cinema de Hong Kong | April 14, 2024    | Millor muntatge                          | Allen Leung, David Richardson | Guanyador | [ 18 ] [ 19 ] |
| Premis de cinema de Hong Kong | April 14, 2024    | Millor direcció d'art                    | Bruce Yu, Cat Leung           | Nominat   | [ 18 ] [ 19 ] |
| Premis de cinema de Hong Kong | April 14, 2024    | Millor disseny de vestuari i maquillatge | Bruce Yu, Karen Yip           | Nominat   | [ 18 ] [ 19 ] |
| Premis de cinema de Hong Kong | April 14, 2024    | Millor coreografia d'acció               | Jack Wong Wai-leung           | Nominat   | [ 18 ] [ 19 ] |